# Namibia Premier League 2006/07
Die Saison 2006/07 der Namibia Premier League fand zwischen dem 11. November 2006 und 13. Mai 2007 statt. Namibischer Fußballmeister wurde Civics FC aus Windhoek.

## Abschlusstabelle
| Pl.                                | Verein               | Sp. | S  | U | N  | Tore    | Diff. | Punkte |
| ---------------------------------- | -------------------- | --- | -- | - | -- | ------- | ----- | ------ |
| 1.                                 | Civics FC            | 22  | 15 | 5 | 2  | 053:110 | +42   | 50     |
| 2.                                 | Oshakati City        | 22  | 12 | 4 | 6  | 037:250 | +12   | 40     |
| 3.                                 | Ramblers Club        | 22  | 10 | 8 | 4  | 033:240 | +9    | 38     |
| 4.                                 | SK Windhoek          | 22  | 8  | 7 | 7  | 024:220 | +2    | 31     |
| 5.                                 | Eleven Arrows        | 22  | 9  | 3 | 10 | 038:330 | +5    | 30     |
| 6.                                 | African Stars        | 22  | 8  | 5 | 9  | 024:170 | +7    | 29     |
| 7.                                 | Orlando Pirates      | 22  | 9  | 2 | 11 | 025:300 | −5    | 29     |
| 8.                                 | Black Africa         | 22  | 8  | 3 | 11 | 023:310 | −8    | 27     |
| 9.                                 | United Africa Tigers | 22  | 7  | 6 | 9  | 025:370 | −12   | 27     |
| 10.                                | LHU Blue Waters FC   | 22  | 6  | 7 | 9  | 027:340 | −7    | 25     |
| 11.                                | Friends              | 22  | 5  | 5 | 12 | 026:580 | −32   | 20     |
| 12.                                | Golden Bees          | 22  | 4  | 7 | 11 | 029:420 | −13   | 19     |
| Quelle: rsssf.org, Stand: Endstand |                      |     |    |   |    |         |       |        |

## Torschützenliste
|    | Spieler           | Verein        | Tore |
| -- | ----------------- | ------------- | ---- |
| 1. | William Chilufya  | Civics FC     | 17   |
| 2. | Rudolf Bester     | Eleven Arrows | 16   |
| 3. | Cascas Angula     | Oshakati City | 11   |
| 4. | Jerome Louis      | Black Africa  | 9    |
| 5. | Brouwers Litombo  | African Stars | 7    |
|    | Raphael Nuumbembe | Oshakati City | 7    |